# نونو والنتی
نونو والنتی (انگلیسی: Nuno Valente؛ زادهٔ ۱۲ سپتامبر ۱۹۷۴) یک بازیکن فوتبال اهل پرتغال است.
وی همچنین در تیم ملی فوتبال پرتغال بازی کرده‌است.